# متنزه

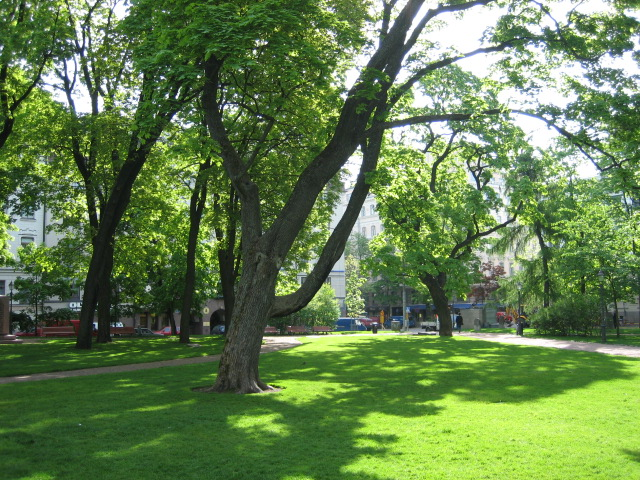
متنزه في مدينة هلسنكي - فنلندا

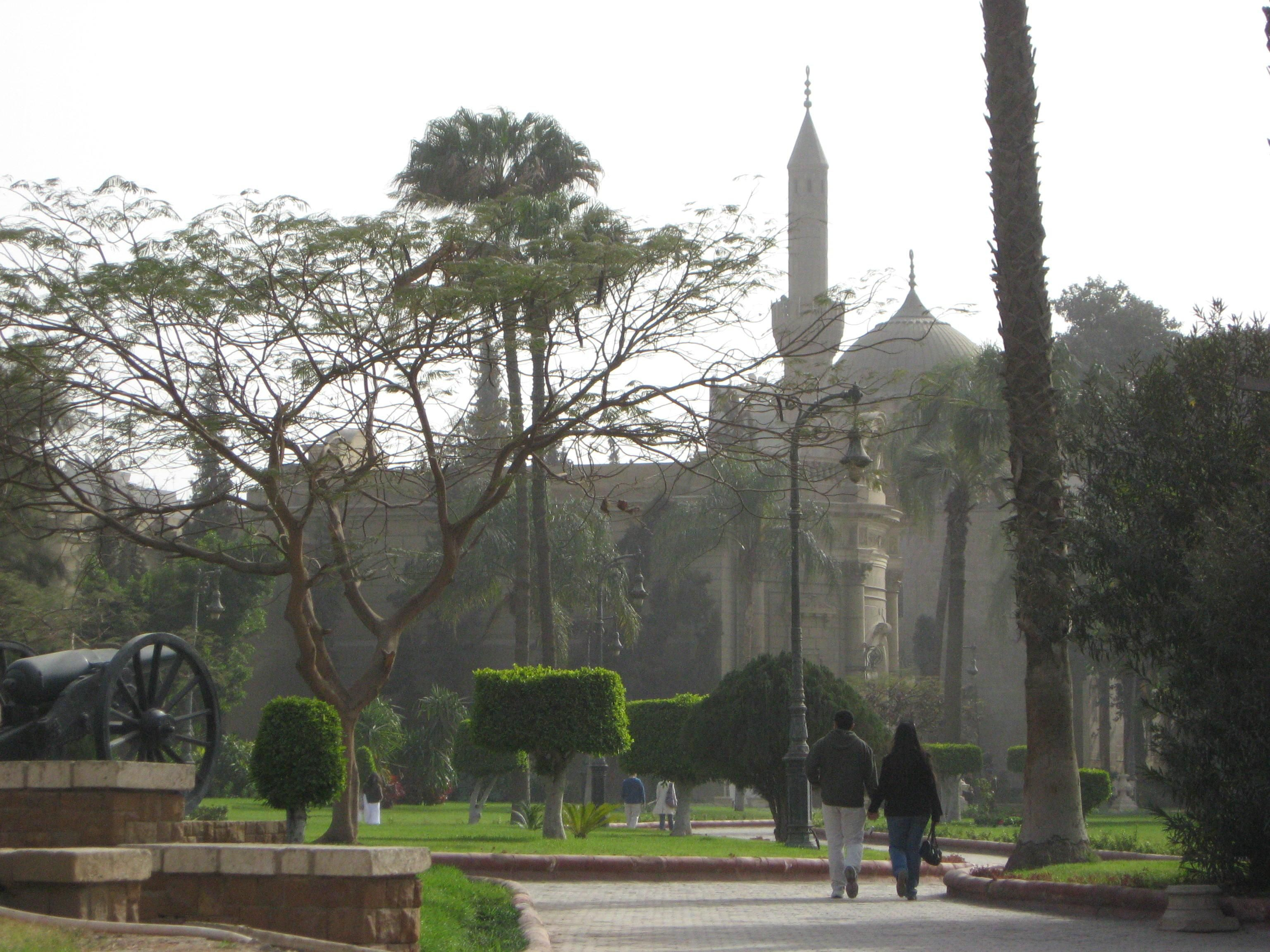
حديقة عامة في القاهرة مصر.

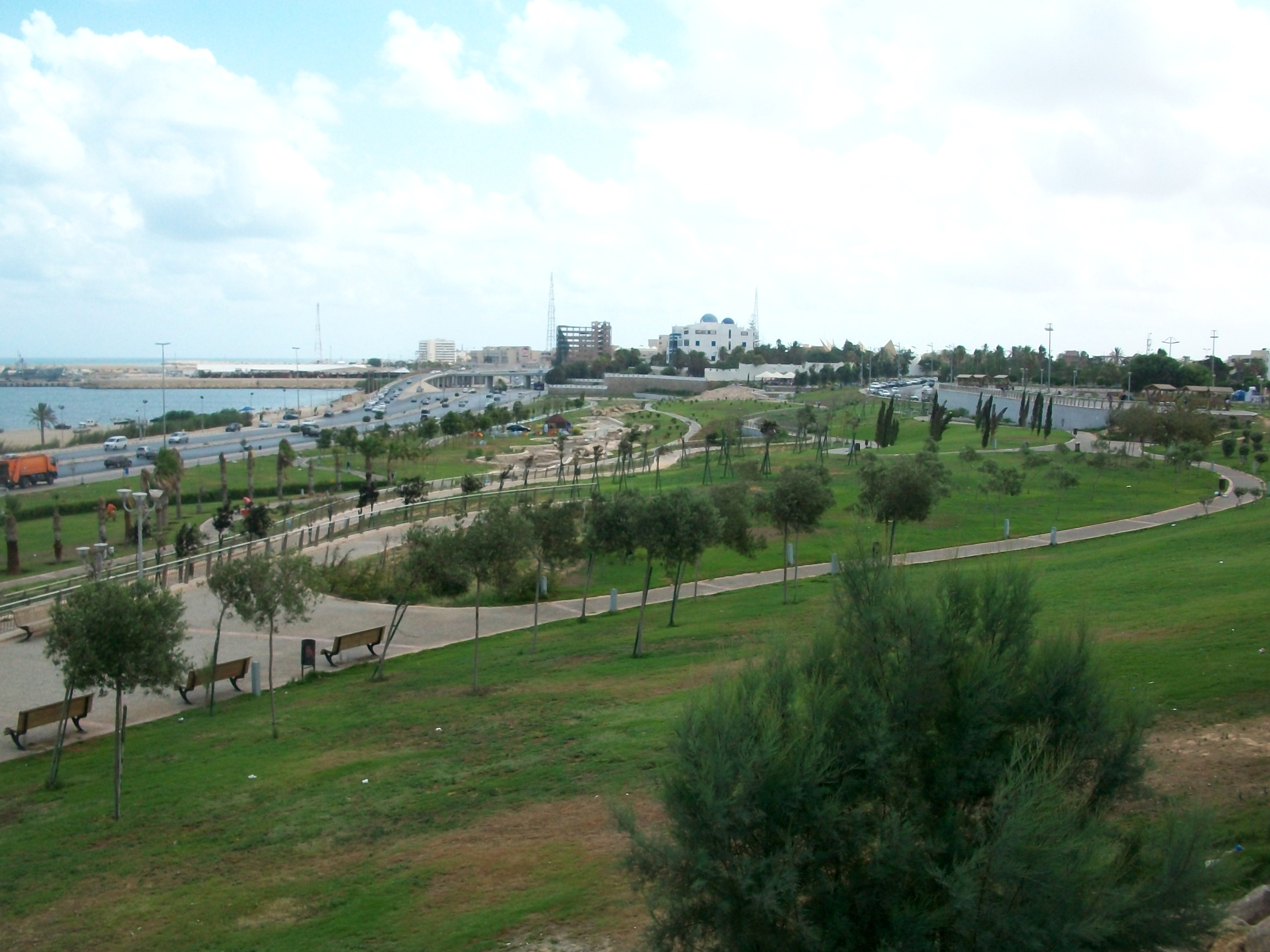
حديقة عامة في طرابلس ليبيا.

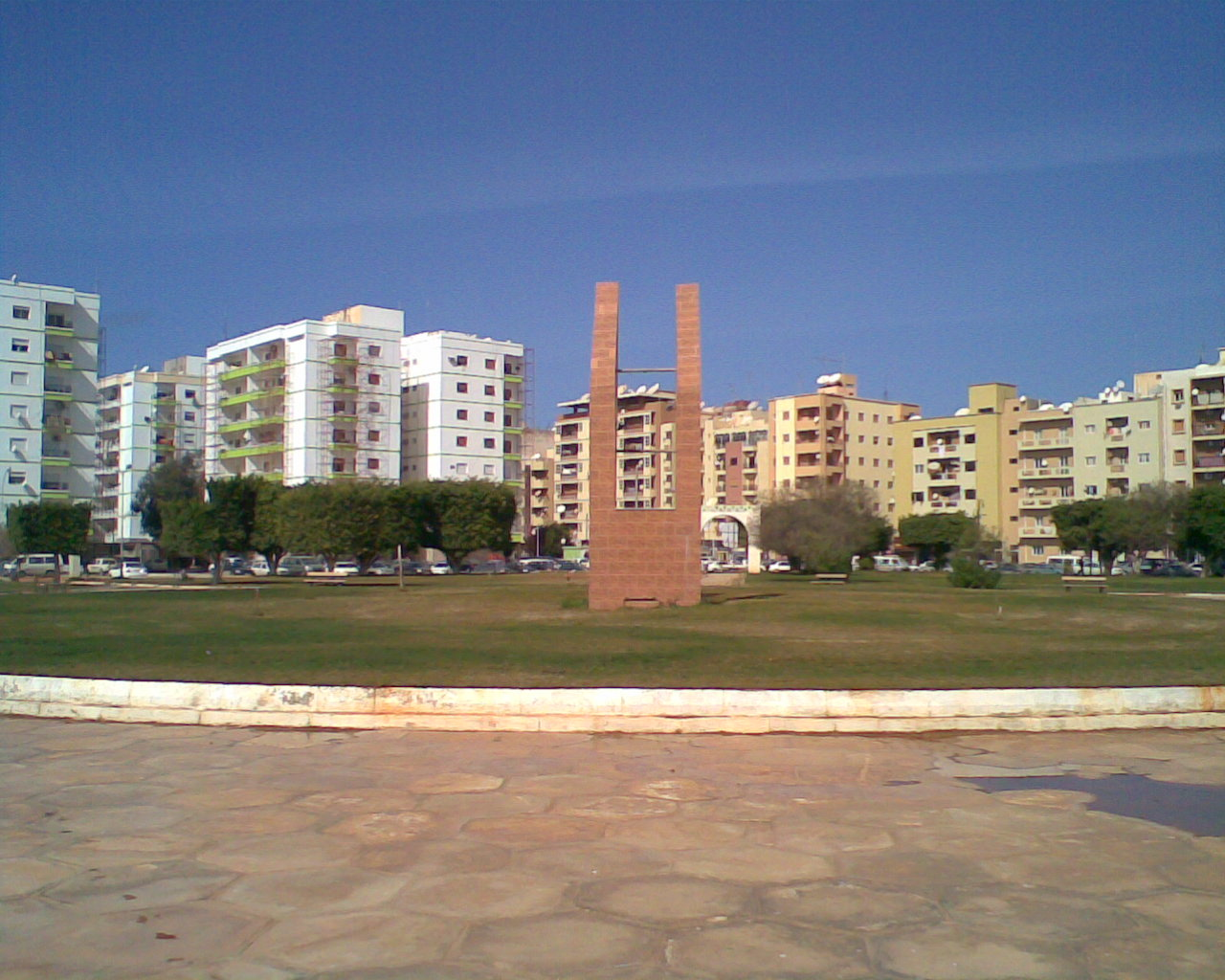
في بنغازي

المتَنَزَّه أو المُنْتَزَه أو الحديقة هي مساحة من الأرض مزروعة بصورة طبيعية أو من صنع البشر بمختلف أنواع النباتات من الأزهار إلى الشجيرات والأشجار الباسقة. وتكون عادة منسقة الشكل ومهيأة لاستقبال الناس لممارسة أي نشاط يحبونه في الهواء الطلق. سواء للتنزه أو التريض أو للجلوس تحت ظل الأشجار للقراءة والتأمل. في كثير من الحدائق العامة ينشئون فيها ملاعب رياضية ومسارح ومناطق لألعاب الأطفال ومسابح وبحيرات صناعية وطبيعية. وفي بعضها يقيمون حديقة للحيوانات. وعادة تكون النباتات محمية في هذه الحدائق.
الحدائق العامة أصبحت جزءَ أساسياً يتضمنه التخطيط المديني في تصميمهم لأحياء المدن، ذلك أن أكثر سكان المدينة يقطنون في شقق سكنية ويحتاجون للانطلاق في متنفسات تضعها بلديات المدن تحت تصرفهم. وكثير من سكان البيوت المستقلة ينشئون حدائقهم الخاصة بالصورة التي تناسبهم.

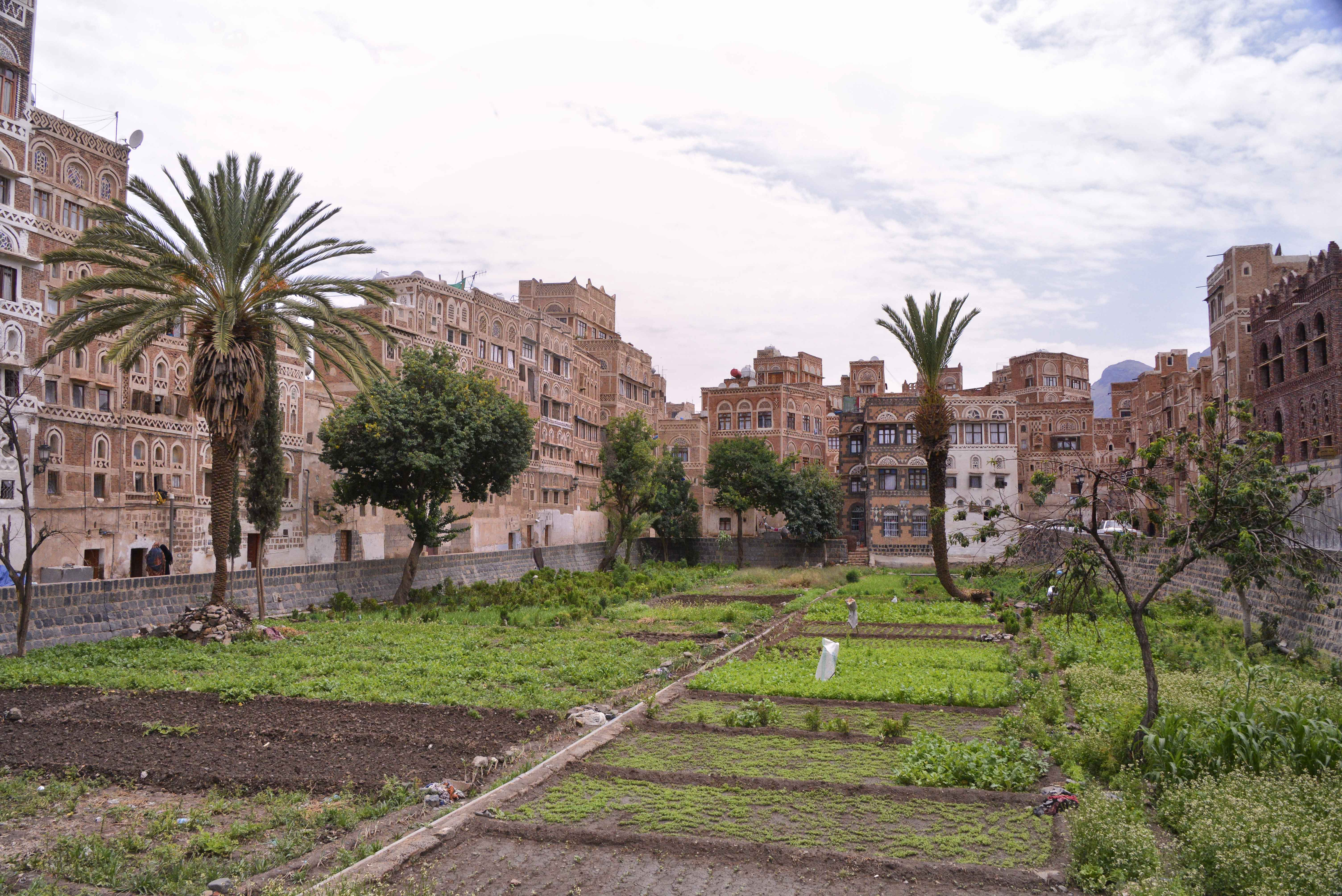
حديقة عامة في صنعاء

## حديقة المبنى

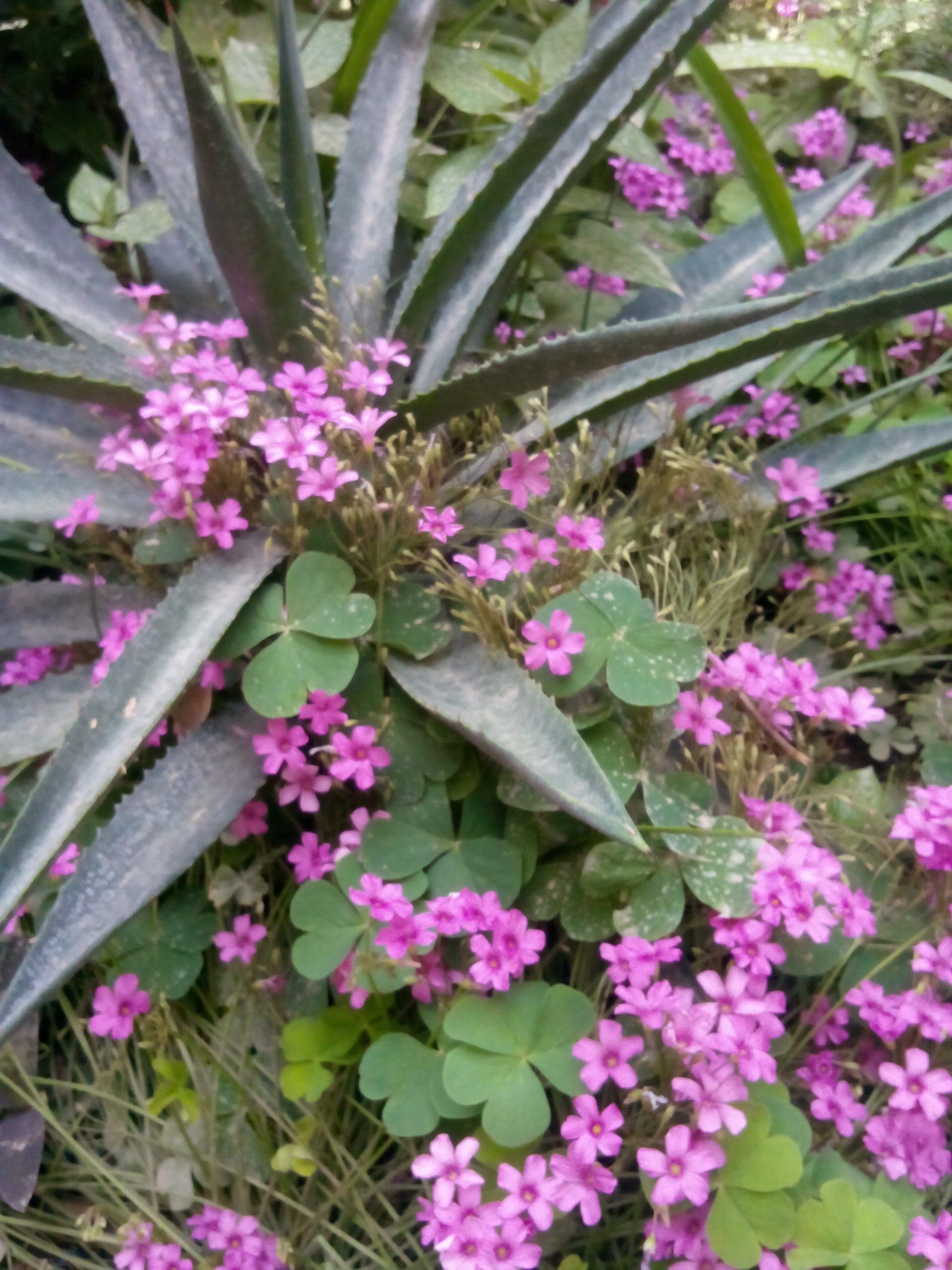
نباتات تزرع في الحدائق والمتنزهات

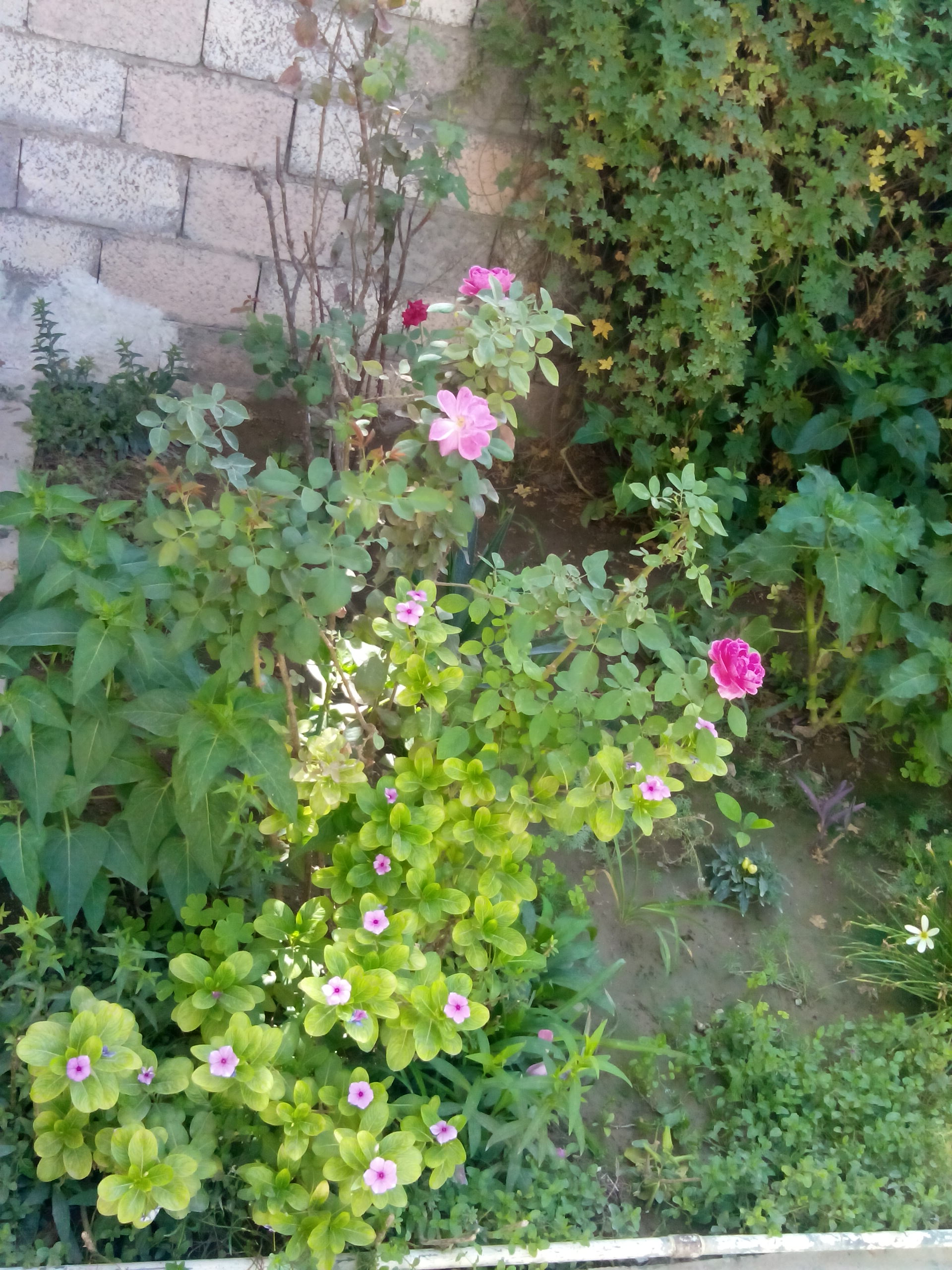
أزهار في حديقة المنزل

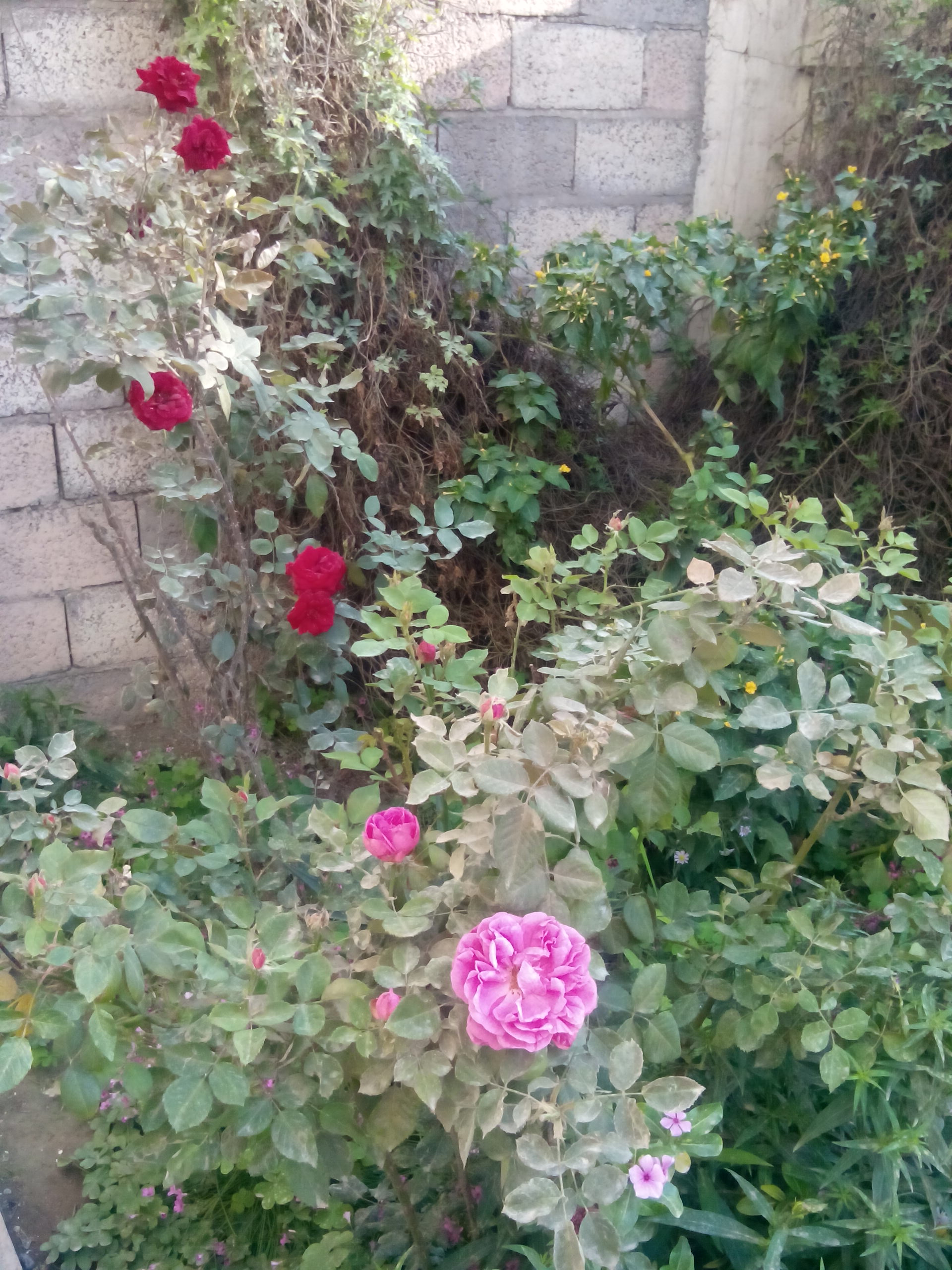
ورد جوري أحمر في حديقة منزلية

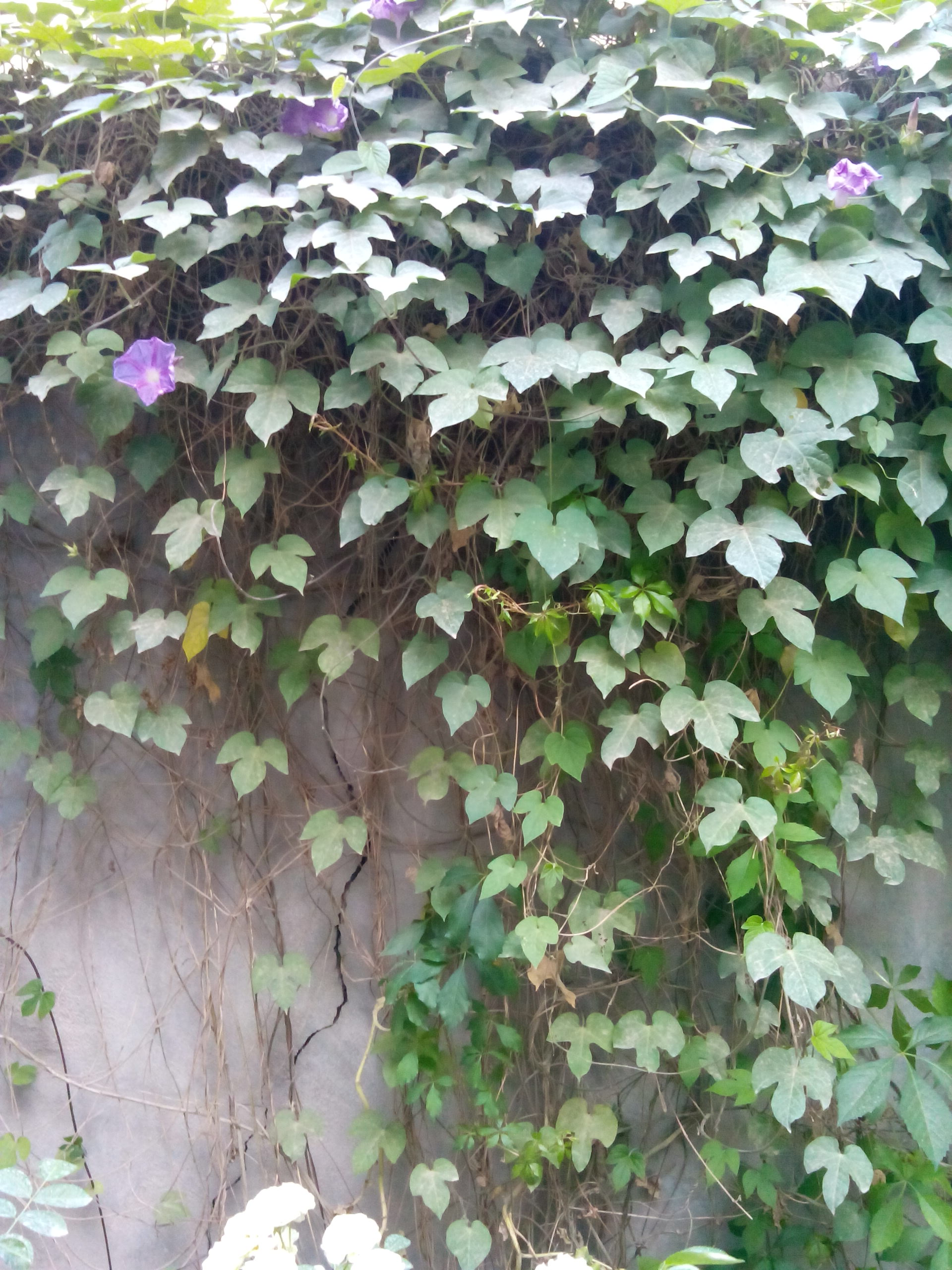
نبات متسلق على الجدران ذو أزهار بنفسجية اللون يكثر زراعته في حدائق البيوت

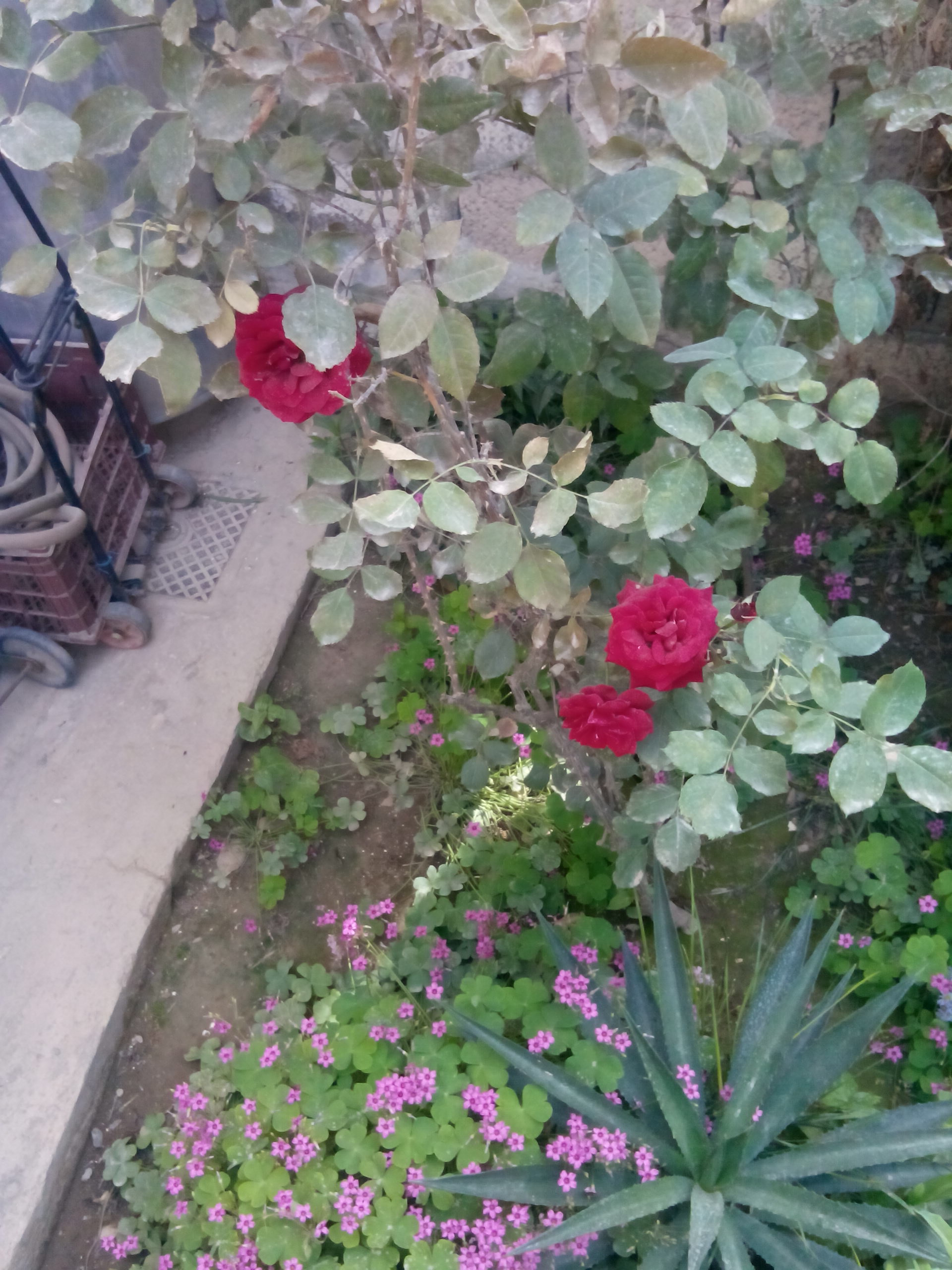
حديقة صغيرة

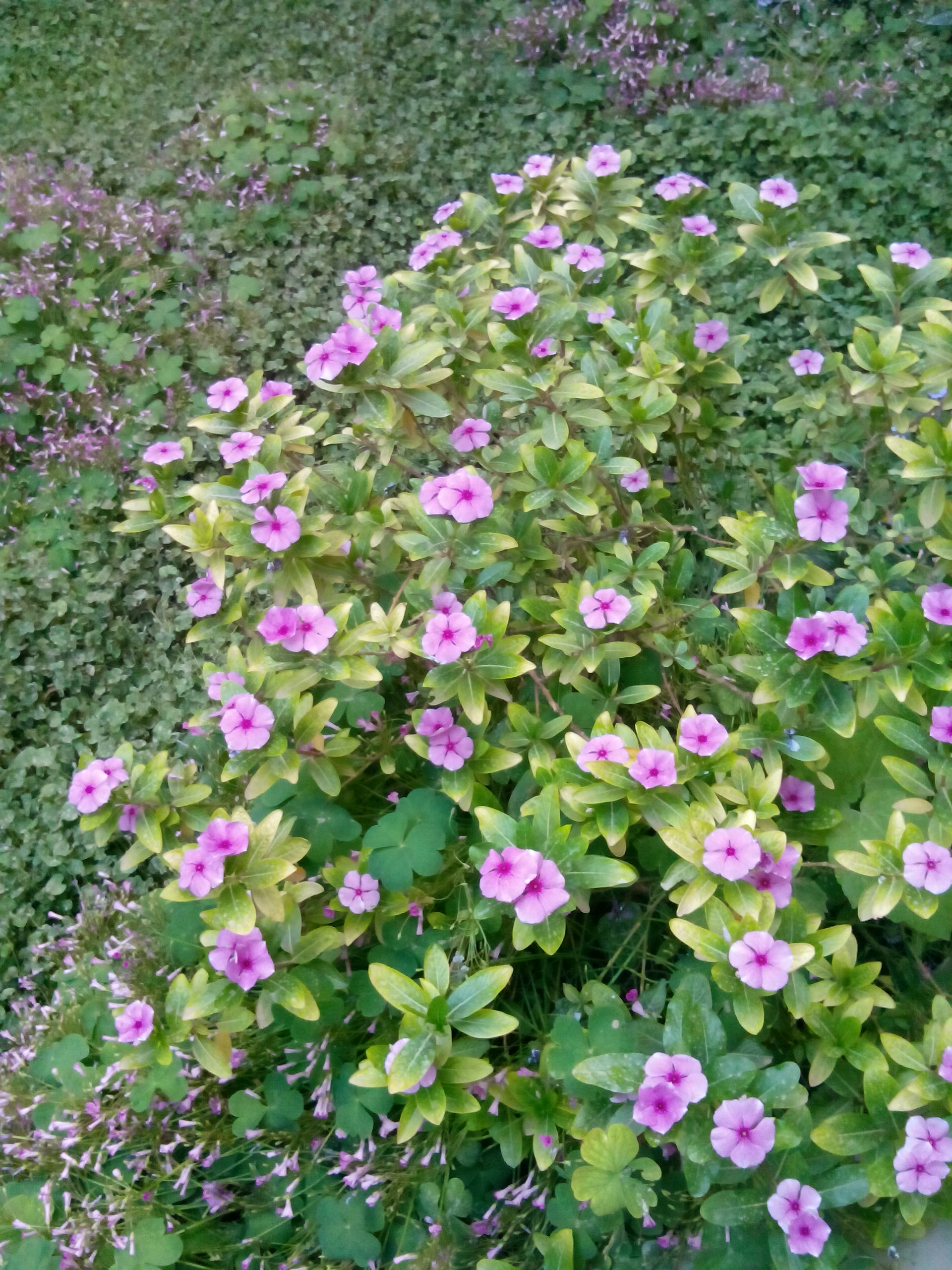
أزهار في حديقة

الفراغ المحيط بالمبنى يؤثر بشكل كبير على السلوك الحراري وحركة الهواء داخل الفراغ نفسه. فظاهرة اختلاف درجات الحرارة حول المبنى تولد مناطق ضغط منخفض ومرتفع بسبب حركة الهواء. وتوجد طرق عديدة للتحكم في الهواء الواصل للمبنى من خلال منعه بالكامل أو اعتراضه وعمل ترشيح للهواء أو توجيه وتغيير مساره (الفجَّال،95). وعند زراعة الأشجار حول المبنى مراعاة ارتفاع الشجرة وبعدها عن المبنى. بحيث يزداد بعد الشجرة عن المبنى في حالة ازدياد ارتفاعها (كنعان،32). وزراعة الأشجار قريبة من الحوائط وخصوصا في المنطقة الميتة وهي المنطقة المحصورة بين الأشجار وحوائط المبنى. فتكون هذه المنطقة ما يشبه العازل الطبيعي ويمنع انتقال الحرارة المرتفعة إلى داخل المبنى (القيعي،53).
أما الأسس الواجب اتباعها عند زراعة الحدائق في المناطق المناخية المختلفة فهي كما يلي :
- في المناطق الباردة : زراعة المصدات لحجب الرياح الباردة.
- في المناطق الدافئة الرطبة : زراعة نباتات مائية ونصف مائية، وزراعة الأشجار التي تقلل ضوء الشمس (اشجار الظل)
- في المناطق الحارة الجافة : زراعة أشجار الظل الخيمية، الإكثار من المسطحات الخضراء، إحاطة المباني بالأشجار لخفض درجة الحرارة داخلها. (أبودهب، 75-76)

### الحديقة (تصميم بيئي)

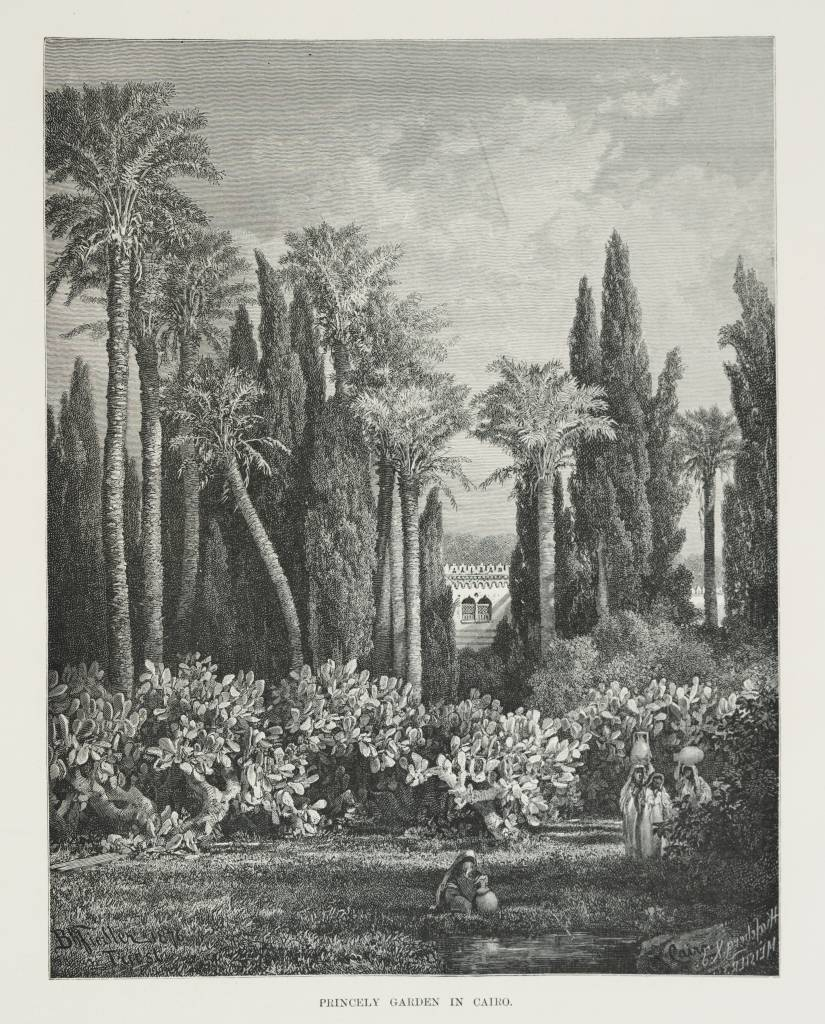
حديقة أميرية في القاهرة 1878م

بإمكاننا تحويل حديقة المنزل إلى مصدر ممتاز للنشاط البيئي، بحيث تتحول الحديقة إلى مزرعة متعددة الأهداف، تزرع فيها الأشجار المثمرة ومختلف أنواع الخضار والأعشاب الطبية المفيدة.
وهنا لا بد من إيجاد علاقة بين المنزل والطاقة الطبيعية المتدفقة من الخارج، بحيث تتم الاستفادة القصوى من هذه الطاقة، وبالتالي تخفيض النفقات والتقليل من استنزاف الثروات والموارد الباطنية، بما يعنيه ذلك من تقليل للتلوث البيئي.
وحيث أن المنزل في الصيف يحتاج إلى عملية تبريد من الداخل، بسبب ارتفاع درجة حرارته الناتجة عن ارتفاعها في الخارج، فبإمكاننا تبريده من خلال منع وصول مقدار كبير من حرارة الخارج إلى داخل البيت، بما يعنيه ذلك من تقليل استهلاكنا للتبريد الاصطناعي بنفس المقدار. ونفس المبدأ ينطبق على فصل الشتاء، ولكن بشكل عكسي، حيث نعمل على إتاحة اختراق أكبر قدر ممكن من حرارة الشمس المتاحة إلى داخل المنزل.
وبما أن الجزء الجنوبي من البيت يعتبر الأكثر تعرضا للشمس صيفا، ومن ثم الجزئين الغربي والشرقي، فلا بد أن يكون البيت في فصل الشتاء البارد مكشوفا من الجهة الجنوبية، وذلك لتمكين أشعة الشمس من اختراق البيت. ولهذا عند زراعتنا أشجارا مثمرة ومتساقطة الأوراق في الاتجاه الجنوبي، فإننا نعمل على عزل البيت من شمس الصيف في تلك الجهة. أما في الشتاء فتتساقط الأوراق وبالتالي تتمكن أشعة الشمس من الوصول إلى البيت. كما يمكننا تزويد المسكن بالحرارة عن طريق إقامة (الشرفة الحدائقية أوالدفيئة) بمحاذاة الواجهة الجنوبية للمبنى. ويوصى باتباع هذه الطريقة في المناطق الباردة كمناطق المرتفعات الجبلية، وحيثما يقع المشتل، لا بد من إقامة فتحتين الأولى في أعلى الواجهة والثانية في الأسفل، وذلك لتمكين الحرارة من الانتقال من الدفيئة إلى المنزل. أما الجهة الشمالية للمنزل فيتم إلحاقها بمعرش، وذلك لتظليل المنزل من الشمس، من خلال زراعة المتسلقات، علما أن المعرش يعمل في الصيف على تزويد المسكن بالهواء البارد.
ولمنع الرياح الغربية الباردة من الوصول إلى البيت، فلا بد من زراعة الأشجار دائمة الخضرة في الجهة الغربية، بحيث تعمل كمصد للرياح في فصل الشتاء وتحجب الشمس في فصل الصيف. ولحماية البيت من الريح الشرقية الحارة والجافة في الصيف، فبإمكاننا زراعة أشجار متساقطة الأوراق في تلك الجهة. وبالعادة، يكون مصدر الحرارة في المباني طبيعي وصناعي.فالمباني يجب تصميمها بطريقة تضمن الاستفادة من أكبر قدر من الأشعة الشمسية التي تسهم إسهاما كبيرا في تحسين الإضاءة وفي عملية التحكم بالحرارة. وتعتبر الحرارة ضرورية من أجل النظافة، وتسهم إسهاما فعالا في الحالة العقلية الصحية للبشر.

### الأشجار كجزء من النسيج الحضري
فيما سبق، تمت دراسة الأثر البيئي للنبات في التصميم المعماري على مستوى المبنى الواحد وحديقته الخاصة، ومن الضروري الإشارة على الأثر المضاعف للتطبيقات سالفة الذكر إذا تم تنفيذها على مستوى المباني المختلفة في المدينة وعلى الفراغات المعمارية التي تربط بينها- أي على المستوى الحضري، ولنا أن نتخيل مستقبل المدينة إذا حرص كل معماري على تصميم أبنية بيئية واتقن توزيع النباتات حولها لتحقيق الاستفادة القصوى من الطاقة الطبيعية وتوفير الراحة المناخية للمستخدمين. ماذا سيكون حال المدينة إذا زرعت أسطح المباني بها على مختلف ارتفاعاتها واستخداماتها؟
إن النباتات تلعب دورا هاما على مستوى النسيج الحضري وتربط بين اجزاء المدينة ومكوناتها، وتستخدم الأشجار متوسطة الحجم لحجب الرؤيا وكمصدات للرياح وكنقاط جذب بصري، بينما تستخدم الشجيرات لحجب الرؤيا المنخفضة وكحاجز للصوت كما تستخدم كسياج ولتأكيد مسار الطريق... أما الغطاء النباتي الأرضي فإنه يعمل على تلطيف حرارة الهواء وثبات التربة ومنع انجرافها كما تزيد من نفاذية التربة للماء والهواء...و أخيرا المتسلقات يمكن زراعتها لتثبيت المنحدرات ولتكسية الجدران.
وهناك بعض الأمور التي لابد من مراعاتها عند زراعة الأرصفة منها:(زلوم،40)
•	تجنب استخدام الأشجار أو الشجيرات المنخفضة الأغصان عند التقاطعات للمحافظة على وضوح الرؤية.
•	العمل على توفير مناطق مظللة ومناطق جذب على طول ممرات المشاة أو طرق الدراجات الهوائية.
•	اخفاء مواقف السيارات ومناطق الخدمات باستخدام الأشجار والشجيرات والأسيجة المختلفة.
•	زرع الحواجز النباتية مجاورة لممرات السيارات للتقليل من الضوضاء وانعكاسات الضوء الحادة.
•	الأخذ بعين الاعتبار المحددات البيئية لمختلف النباتات إذ تعمل النباتات كمصدات للرياح ولتلطيف حرارة الشمس وتطوير المناخ المحلي.
ومن الجدير بالذكر أن هناك مجموعة من الأشجار يطلق عليها اسم أشجار الأرصفة يحبذ زراعتها في الأرصفة لما تتميز به من صفات ولعل أهمها (السنديان، المروحة، نخيل الواشنطونيا، الأسر، الشنار، سيفورا، كستناء، عروس الهند، الدردار، تيليا). أما في الجزر الوسطية فيفضل زراعة الشجيرات التالية للتقليل من الضوضاء وانعكاسات الضوء الحادة على جانبي الجزيرة، وهي (لافندر، الخبيزة بأنواعها، حصالبان، الشيح، الفضية).
و قد سبق الإشارة إلى دور المعماري في اختيار نوع النبات المناسب وتحديد موقعه على الرصيف والمسافة بين الأحواض المتتالية وشكل هذه الأحواض، وتأثير جذور الاشجار على بلاط الرصيف بزراعة جوانبه.
كما يمكننا استبدال هذه الدرابزينات أسفل جسور المشاة بشجيرات (مجموعة متقاربة من النباتات أو الصباريات) وزراعتها أسفل تلك الجسور وسوف تشكل مستقبلا حاجزا طبيعيا يمنع المشاة من عبور الشارع إلا من الأماكن المخصصة لذلك. (زلوم،62)

### التوصيات (مدينة عمان)
وبناء على ما تقدم تم وضع توصيات للمعالجات المعمارية في التصميم البيئي باستخدام النباتات بما يتناسب والمناخ المحلي لمدينة عمان والمناطق المحيطة بها:
1*الراحة المناخية للإنسان يجب أن تكون هدفا أسمى يساهم المعماريون في تشكيله من خلال تصاميمهم للمبنى والبيئة المحيطة به وللنسيج الحضري بشكل عام.
- الاهتمام بالعناصر المعمارية الرئيسية المكونة للمبنى مثل : الفناء، والجدران، والأسقف، وكذلك الحديقة المحيطة بالمبنى. وذلك لما لها من أثر فعال في التحكم في درجة الحرارة والرطوبة النسبية.
- للنباتات دور كبير في التحكم في عناصر المنظومة المناخية (درجات الحرارة، والرطوبة النسبية وحركة الرياح والفترة الضوئية وشدة الإضاءة والبريق). لذا لا بد من دراسة المملكة النباتية واختيار النبات المناسب في المكان المناسب.
- عمل حاجز نباتي كثيف من الأشجار العامودية دائمة الخضرة ليكون مصدا للرياح الشرقية الصحراوية.
- لتقليل الأثر السيئ للرياح شتاء يفضل اغلاق الواجهة الغربية بمواجهة الرياح السائدة ويتم التحكم بدخولها صيفا عن طريق وضع صف من الأشجار المتساقطة الأوراق في مواجهة الرياح بالقرب من المدخل مما يعمل على تغيير اتجاه الرياح.
- استعمال الأشجار المتقطعة الظل والأحواض المائية لتبريد الرياح السائدة خلال الصيف.
- زراعة الأشجار والنباتات المتسلقة داخل الأفنية وعلى واجهات المبنى من الخارج بما لا يؤثر في المحصلة النهائية على زيادة الرطوبة النسبية.
- تزويد المبنى بالحرارة شتاء وذلك عن طريق إقامة (الشرفة الحدائقية أوالدفيئة) بمحاذاة الواجهة الجنوبية للبيت.
- استخدام المعرشات وزراعة المتسلقات في الجهة الشمالية للمبنى وذلك لتوفير الظل، علما أن المعرش يعمل في الصيف على تزويد المسكن بالهواء البارد.
- توفير حاجز نباتي من الأشجار العامودية دائمة الخضرة بمواجهة الواجهات الجنوبية. مع مراعاة بعد الشجرة بما يتناسب مع ارتفاعها.
- الاهتمام بدراسة الأثر البيئي للنبات في التصميم المعماري على مستوى المبنى الواحد وحديقته الخاصة، وعلى مستوى المباني المختلفة في المدينة وعلى الفراغات المعمارية التي تربط بينها- أي على المستوى الحضري.